# Irské korunovační klenoty

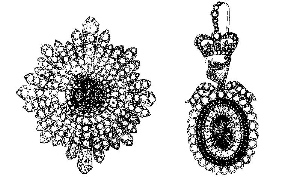
Irské korunovační klenoty. Tento obrázek byl publikován Irskou královskou policií (Royal Irish Constabulary) a Dublinskou městskou policií (Dublin Metropolitan Police) dvakrát týdně poté, co byla zjištěna jejich loupež.

Irské korunovační klenoty, (anglicky Crown Jewels of Ireland) byly bohatě zdobené insignie Nejslavnějšího řádu sv. Patrika. Ty byly používány panovníkem při jeho inauguraci rytířů řádu, jakéhosi irského ekvivalentu anglického podvazkového řádu a skotského řádu bodláku. Dodnes zůstala neobjasněna jejich krádež z Dublinského hradu v roce 1907.

## Historie
Král Jiří III. založil Řád svatého Patrika (Order of St Patrick) roku 1783. Mezi insigniemi rytířů byly také hvězdice a odznak. V královském setu korunovačních klenotů skládaly se tyto z rubínů, smaragdů a brazilských diamantů.